# Elíxir
Elíxir är en ort i Honduras.   Den ligger i departementet Departamento de Colón, i den centrala delen av landet, 180 km nordost om huvudstaden Tegucigalpa. Elíxir ligger 90 meter över havet och antalet invånare är 3 079.
Terrängen runt Elíxir är varierad. Runt Elíxir är det ganska glesbefolkat, med 47 invånare per kvadratkilometer. Närmaste större samhälle är Sabá, 5,7 km öster om Elíxir. Omgivningarna runt Elíxir är en mosaik av jordbruksmark och naturlig växtlighet.